# Diócesis de Daltonganj
La diócesis de Daltonganj (en latín: Dioecesis Daltonganiensis y en inglés: Roman Catholic Diocese of Daltonganj) es una circunscripción eclesiástica de la Iglesia católica en India. Se trata de una diócesis latina, sufragánea de la arquidiócesis de Ranchi. Desde el 7 de julio de 2016 es sede vacante y su administrador apostólico es el obispo Theodore Mascarenhas, de la Sociedad de los Misioneros de San Francisco Javier.

## Territorio y organización
La diócesis tiene 2750 km² y extiende su jurisdicción sobre los fieles católicos de rito latino residentes en el estado de Jharkhand en los distritos de: Palamau, Garhwa y Latehar.
La sede de la diócesis se encuentra en la ciudad de Daltonganj, en donde se halla la Catedral de la Reina de la Paz. 
En 2021 en la diócesis existían 23 parroquias.

## Historia
La diócesis fue erigida el 5 de junio de 1971 con la bula Supremi Ecclesiae del papa Pablo VI, obteniendo el territorio de la arquidiócesis de Ranchi.
El 1 de abril de 1995 cedió una parte de su territorio con el fin de establecer la diócesis de Hazaribag .

## Estadísticas
Según el Anuario Pontificio 2022 la diócesis tenía a fines de 2021 un total de 69 200 fieles bautizados.
| Año                                                                             | Población            | Población | Población      | Sacerdotes | Sacerdotes    | Sacerdotes    | Bautizados por sacerdote | Diáconos permanentes | Religiosos | Religiosos | Parroquias |
| Año                                                                             | Bautizados católicos | Total     | % de católicos | Total      | Clero secular | Clero regular | Bautizados por sacerdote | Diáconos permanentes | Varones    | Mujeres    | Parroquias |
| ------------------------------------------------------------------------------- | -------------------- | --------- | -------------- | ---------- | ------------- | ------------- | ------------------------ | -------------------- | ---------- | ---------- | ---------- |
| 1980                                                                            | 48 870               | 4 242 000 | 1.2            | 54         | 12            | 42            | 905                      |                      | 80         | 252        | 18         |
| 1988                                                                            | 70 466               | 4 420 000 | 1.6            | 101        | 36            | 65            | 697                      |                      | 151        | 322        | 30         |
| 1997                                                                            | 55 844               | 2 465 191 | 2.3            | 54         | 39            | 15            | 1034                     |                      | 44         | 133        | 21         |
| 2000                                                                            | 56 110               | 2 456 000 | 2.3            | 63         | 40            | 23            | 890                      |                      | 53         | 147        | 23         |
| 2001                                                                            | 56 580               | 2 457 095 | 2.3            | 59         | 39            | 20            | 958                      |                      | 50         | 114        | 23         |
| 2003                                                                            | 56 650               | 2 458 450 | 2.3            | 64         | 42            | 22            | 885                      |                      | 22         | 152        | 23         |
| 2004                                                                            | 56 960               | 2 459 840 | 2.3            | 63         | 39            | 24            | 904                      |                      | 29         | 156        | 23         |
| 2006                                                                            | 60 675               | 2 461 900 | 2.5            | 63         | 41            | 22            | 963                      |                      | 25         | 155        | 23         |
| 2013                                                                            | 62 815               | 2 706 000 | 2.3            | 75         | 41            | 34            | 837                      |                      | 52         | 186        | 23         |
| 2016                                                                            | 65 350               | 3 209 360 | 2.0            | 79         | 43            | 36            | 827                      |                      | 55         | 199        | 23         |
| 2019                                                                            | 67 780               | 3 288 850 | 2.1            | 78         | 52            | 26            | 868                      |                      | 41         | 150        | 23         |
| 2021                                                                            | 69 200               | 3 358 000 | 2.1            | 86         | 60            | 26            | 804                      |                      | 41         | 262        | 23         |
| Fuente: Catholic-Hierarchy, que a su vez toma los datos del Anuario Pontificio. |                      |           |                |            |               |               |                          |                      |            |            |            |

## Episcopologio
- George Victor Saupin, S.I. † (5 de junio de 1971-30 de noviembre de 1987 nombrado obispo de Bhagalpur)
- Charles Soreng, S.I. † (23 de octubre de 1989-1 de abril de 1995 nombrado obispo de Hazaribag)
- Gabriel Kujur, S.I. (3 de marzo de 1997-7 de julio de 2016 renunció)
  - Sede vacante (desde 2016)
  - Anand Jojo[nota 1] (7 de julio de 2016-8 de diciembre de 2021) (administrador apostólico)
  - Theodore Mascarenhas, S.F.X., desde el 8 de diciembre de 2021 (administrador apostólico)